# Педикюр
Педикюрът е козметична процедура за ходилата и ноктите на пръстите краката, извършваща се по подобен начин като маникюра на ръцете. Педикюр може да се прави и за терапевтични цели. Това е широко разпространена практика по света, особено сред жените.
Педикюрите включват грижа не само за ноктите, а и премахване на мъртвите тъкани от стъпалото (например с пемза). Грижата за кожата често стига до коляното и може да включва ексфолиране, хидратиране и масаж. Понякога ходилата се потапят във ваничка с риби Garra rufa, които се хранят с мъртвите тъкани по краката, като по този начин ги чистят.

## История
Педикюрът датира от повече от 4000 години. Още в южната част на Вавилония благородниците са използвали златни инструменти, за да си правя маникюри и педикюри. Употребата на лак за нокти може да се проследи дори до още по-рано. Около 3000 г. пр.н.е. в Китай цветът на ноктите е обозначавал социалния статут на човек. Кралските особи са лакирали ноктите си в червено и черно. В Древен Египет лакирането на ноктите датира от 2300 г. пр.н.е.
Изображения на маникюри и педикюри са открити върху резба от гробница на фараон. Древните египтяни са отделяли специално внимание на краката и ходилата си. Те лакират ноктите си, като червеният цвят е показват най-висок социален клас. Клеопатра VII е лакирала ноктите си в тъмночервено, а Нефертити ги е лакирала в светло рубинен нюанс. В Древен Египет, както и в Древен Рим, военачалниците също са лакирали ноктите си така, че да пасват на цвета на устните им, преди да се впуснат в битка.
Към началото на 19 век европейците започват да осъзнават, че редовната грижа за краката е от голямо значение за цялостното здраве на човек. Едва към края на века педикюрът започва да се счита за разкрасяваща процедура за пръв път.

## Галерия
- Ваничка за почистване на стъпала
- Правене на педикюр
- Педикюр и червен лак